# Мауріціо Дамілано
Мауріціо Дамілано  (італ. Maurizio Damilano, 6 квітня 1957) — італійський легкоатлет, олімпійський чемпіон.

## Виступи на Олімпіадах
| Олімпіада         | Дисципліна      | Місце |
| ----------------- | --------------- | ----- |
| Москва 1980       | ходьба на 20 км | 1     |
| Лос-Анджелес 1984 | ходьба на 20 км | 3     |
| Лос-Анджелес 1984 | ходьба на 50 км | AC    |
| Сеул 1988         | ходьба на 20 км | 3     |
| Барселона 1992    | ходьба на 20 км | 4     |